# Grace Gifford
Grace Evelyn Gifford Plunkett (4 de març de 1888 - 13 de desembre de 1955) fou una artista i dibuixant irlandesa activa en el moviment republicà, que es va casar amb el seu promès Joseph Plunkett a Kilmainham Gaol poques hores abans que fos executat per la seva participació en l'Alçament de Pasqua de 1916.

## Infantesa i educació
Els seus pares eren Frederick Gifford, un procurador catòlic romà, i Isabella Julia Burton Gifford, una protestant. Es van casar a St George's, una església de l'Església d'Irlanda al costat nord de la ciutat. Grace va ser la segona més jove en una família de 12 germans i va créixer al barri de moda de Rathmines, a Dublín. Els nois van ser batejats com a catòlics i les nenes com a protestants, però efectivament els nens van ser criats com a protestants; les nenes van assistir a l'Alexandra College a Earlsfort Terrace i els nois van anar a l'escola secundària a Harcourt St.
Als 16 anys, Gifford va anar a la Dublin Metropolitan School of Art, on va estudiar amb l'artista irlandès William Orpen. Orpen considerava a Gifford com un dels seus alumnes amb més talent. Sovint la va esbossar i finalment la va pintar com un dels seus temes per a una sèrie sobre la "Jove Irlanda". Aproximadament per aquella època, es va descobrir i desenvolupar el talent de Gifford per a la caricatura. El 1907 va assistir al curs de Belles Arts a la Slade School of Art de Londres.

## Carrera
Va tornar a Dublín el 1908 i, amb molta dificultat, va intentar guanyar-se la vida com a caricaturista, publicant els seus dibuixos a The Shanachie, Irish Life, Meadowstreet i The Irish Review, que va ser editat des del 1913 per Joseph Plunkett. Va considerar emigrar però va renunciar a la idea. Tot i guanyar tan poc diners, va gaudir d'una vida social viva; entre els seus amics hi havia Nora Dryhurst, periodista que va treballar a Londres i George William Russell (Æ). Durant el mateix any, la senyora Dryhurst va portar a Grace l'obertura de la nova escola bilingüe Scoil Éanna a Ranelagh, Dublín. Va ser aquí on va conèixer Joseph Plunkett per primera vegada. Era amic del seu cunyat, un altre dels futurs líders de l'Alçament de Pasqua de 1916, Thomas MacDonagh, casat amb la germana de Grace Muriel.

## Prometatge i casament
El seu creixent interès en la religió catòlica va provocar l'aprofundiment de la relació de Gifford i Plunkett, al temps que va començar a parlar d'idees místiques catòliques amb ell: era una família arxi-catòlica. Plunkett li va demanar matrimoni l'any 1915; Grace va acceptar i va prendre una instrucció formal en la doctrina catòlica. Va ser rebuda a l'Església catòlica l'abril de 1916. La parella planejava casar-se el diumenge de Pasqua d'aquell any, en un casament doble amb la seva germana i el seu promès. Els seus pares no aprovaven el casament amb Plunkett a causa del precari estat de la seva salut, ja que en aquell moment estava molt malalt.
Després de l'Alçament, el seu cunyat, Thomas MacDonagh, va ser afusellat juntament amb PH Pearse i Thomas Clarke el 3 de maig. Aquell dia, Grace va saber que Joseph havia de ser afusellat a l'alba. Va comprar un anell a una botiga de joieria del centre de la ciutat de Dublín i, amb l'ajut d'un sacerdot, va convèncer les autoritats militars que els permetessin casar-se. Ella i Joseph es van casar la nit del 3 de maig a la capella de Kilmainham Gaol, poques hores abans que fos executat.

## Sinn Féin
Grace Plunkett va decidir dedicar-se al seu art a la promoció de les polítiques del Sinn Féin i va reprendre el seu treball comercial per guanyar-se la vida. Va ser elegida executiva del Sinn Féin el 1917.
La seva germana Muriel, vídua del líder executat el 1916, Thomas MacDonagh, va morir d'insuficiència cardíaca mentre nedava el 1917. Grace va compartir la cura de dos fills de Muriel, Donagh i Barbara MacDonagh, amb la seva germana gran, Katherine, fins al 1919. Va ser una tia amorosa de tots dos al llarg de la seva vida.

## Guerra civil i conseqüències
Durant la Guerra Civil, Grace Plunkett va ser arrestada amb molts altres al febrer de 1923 i internada a Kilmainham Gaol durant tres mesos. Va pintar quadres a les parets de la seva cel·la, incloent una de la Mare de Déu i el Nen. Va ser alliberada al maig de 1923.
Quan va acabar la guerra civil, no tenia casa pròpia i pocs diners. Igual que molts republicans contraris al tractat, Grace va ser objecte de l'ostracisme social i tenia dificultats per trobar feina. El seu talent com a artista era el seu únic bé; les seves il·lustracions es van publicar en diversos diaris i revistes, incloent Dublin Opinion, el Irish Tatler, Sketch, i en una ocasió el 1934, Punch. Va il·lustrar The Words upon the Window Pane de W. B. Yeats el 1930. Es va traslladar d'un apartament llogat a un altre i menjava als restaurants del centre de la ciutat. Es va fer amiga de molta gent i va tenir molts admiradors, però no va voler tornar a casar-se. Les seves circumstàncies materials van millorar el 1932 quan va rebre una pensió de llista civil del govern del Fianna Fáil d'Eamon de Valera. Això la va alliberar de les preocupacions financeres i li va permetre fer un viatge ocasional a París, on es va delectar amb les visites a les galeries i exposicions. Va viure molts anys en un pis a Nassau St. amb un balcó amb vistes al terreny esportiu del Trinity College.
Els sogres de Grace es van negar a honrar el testament del seu marit, en el qual va deixar-ho tot a la seva vídua, o la seva última carta en què li va demanar que fes un seguiment d'aquest fet: una pesada càrrega a Grace, que no era una persona mercenària. Legalment, el testament era invàlid perquè només hi havia un testimoni (la llei en requeria dos) i també el matrimoni es va produir després que es va fer la voluntat, revocant-la automàticament. Durant anys, Grace no va rebre res, de manera que va iniciar processos legals contra els seus sogres, el comte George Noble Plunkett i la seva esposa el 1934. El comte i la comtessa Plunkett ho van resoldre fora dels tribunals. Grace va rebre 700 lliures, més els costos.
Al voltant d'aquest moment es va unir a l'Antiga Dublín Society, on va conèixer l'anomenat fabricant irlandès de clavecin Cathal Gannon. Quan Cathal es va casar, Grace li va regalar a ell i la seva esposa Margaret dos llits individuals i una foto. Des de finals dels anys quaranta, la salut de Grace va disminuir. El 1950 va ser portada a St Vincent's Hospital i després al centre de la ciutat. Va convalidar-se en una residència d'infermers, que no li agradava, principalment perquè restringia la seva llibertat.
Grace Gifford Plunkett va morir sobtadament el 13 de desembre de 1955 al seu apartament al carrer South Richmond, Portobello. El seu cos va ser traslladat a l'església de St Kevin, al carrer Harrington i entre els assistents al funeral hi havia el president Seán T. O'Kelly. Va ser enterrada amb honors militars complets al cementiri de Glasnevin.